# Maďarsko na Letních olympijských hrách 1912
Maďarsko na Letních olympijských hrách v roce 1912 reprezentovala výprava 121 sportovců (121 mužů a 0 žen) v 11 sportech.

## Medailisté
| Medaile | Jméno | Sport                | Soutěž                                                 |
| ------- | --- | -------------------- | ------------------------------------------------------ |
| Zlato   | Sándor Prokopp | Sportovní střelba    | Muži 300 m vojenská puška, polohový závod (tři pozice) |
| Zlato   | László Berti Dezső Földes Jenő Fuchs Oszkár Gerde Ervin Mészáros Zoltán Ozoray Schenker Péter Tóth Lajos Werkner | Šerm                 | Družstvo mužů šavle                                    |
| Zlato   | Jenő Fuchs | Šerm                 | Muži jednotlivci šavle                                 |
| Stříbro | József Bittenbinder Imre Erdődy Samu Fóti Imre Gellért Győző Haberfeld Ottó Hellmich István Herczeg József Keresztessy Lajos Kmetykó János Krizmanich Elemér Pászti Árpád Pédery Jenő Rittich Ferenc Szűts Ödön Téry Géza Tuli | Sportovní gymnastika | Družstvo mužů                                          |
| Stříbro | Béla Békessy | Šerm                 | Muži jednotlivci šavle                                 |
| Bronz   | Mór Kóczán | Atletika             | Muži hod oštěpem                                       |
| Bronz   | Béla Varga | Zápas                | řecko-římský v lehké těžké váze                        |
| Bronz   | Ervin Mészáros | Šerm                 | Muži jednotlivci šavle                                 |